# (200266) 1999 XG72
(200266) 1999 XG72 es un asteroide perteneciente al cinturón de asteroides, descubierto el 7 de diciembre de 1999 por el equipo del Lincoln Near-Earth Asteroid Research desde el Laboratorio Lincoln, Socorro, Nuevo México, Estados Unidos.

## Designación y nombre
Designado provisionalmente como 1999 XG72.

## Características orbitales
1999 XG72 está situado a una distancia media del Sol de 2,709 ua, pudiendo alejarse hasta 3,073 ua y acercarse hasta 2,346 ua. Su excentricidad es 0,134 y la inclinación orbital 6,128 grados. Emplea 1629,47 días en completar una órbita alrededor del Sol.

## Características físicas
La magnitud absoluta de 1999 XG72 es 15,7.